# Eugen Wratislaw von Mitrowitz
Conte Eugen Wratislaw von Mittrowitz-Nettolitzky (Dolní Bousov, 8 luglio 1786 – Vienna, 14 febbraio 1867) è stato un generale austriaco.

## Biografia
Figlio di un ufficiale boemo, fu educato all'Accademia Militare di Plzeň, dalla quale uscì con il grado di junker di un reggimento di cavalleria e poi tenente.
Partecipò alle Guerre napoleoniche in un reggimento di Ulani e combatté a Wagram e Lipsia. Dopo il secondo trattato di Parigi fu promosso a tenente colonnello e nel 1816 messo a capo del 4º Reggimento ulani. Nel 1820 seguì la promozione a colonnello.
Nel 1830 fu promosso a maggior generale e successivamente gli fu assegnato un incarico in Italia. Nel 1835 fu nominato consigliere di guerra e promosso a Feldmarschallleutnant. Cinque anni dopo fu nominato aiutante di campo di Ferdinando I d'Austria. Nel marzo 1848 assunse il comando del I Corpo d'armata dislocato in Italia.
Supportò Josef Radetzky nella repressione dei moti italiani (1848 e 1849) partecipando alle battaglie di Goito, Santa Lucia, Curtatone e Montanara, Goito II, Monte Berico, Custoza. Nell'autunno 1848 ricevette l'Ordine militare di Maria Teresa e nel marzo 1849 fu promosso a Generale di cavalleria. Dopo la prima guerra d'indipendenza italiana fu nominato a capo della 1ª Armata dislocata a Vienna.
Fu promosso a feldmaresciallo nel 1854. Morì nel 1867 a Vienna.